# Deodhar Trophy 2017/18
Die Deodhar Trophy 2017/18 war die 45. Ausgabe des indischen List-A-Cricket-Wettbewerbes.

## Format
Die Mannschaften spielen in einer Gruppe gegen jede andere Mannschaft. Die beiden Erstplatzierten spielen anschließend im Finale den Gewinner des Wettbewerbes aus.

## Stadion
Die Spiele werden in einem neutralen Stadien ausgetragen.
| Stadion                                      | Stadt      | Kapazität |
| -------------------------------------------- | ---------- | --------- |
| Himachal Pradesh Cricket Association Stadium | Dharamsala | 23.000    |

## Kaderlisten
Die Kader wurden am 28. Februar 2018 bekanntgegeben.
| List A | List A | List A |
| India A | India B | Karnataka |
| --- | --- | --- |
| - Ankit Bawne (K) - Ricky Bhui - Unmukt Chand - Shubman Gill - Amandeep Khare - Kulwant Khejroliya - Ishan Kishan (wk) - Krunal Pandya - Rohit Rayudu - Navdeep Saini - Mohammed Shami - Prithvi Shaw - Basil Thampi - Suryakumar Yadav - Shahbaz Nadeem - Ravichandran Ashwin | - Shreyas Iyer (K) - Khaleel Ahmed - KS Bharat (wk) - Abhimanyu Easwaran - Ruturaj Gaikwad - Dharmendrasinh Jadeja - Siddarth Kaul - Siddhesh Lad - Rajat Patidar - Harshal Patel - Manoj Tiwary - Hanuma Vihari - Jayant Yadav - Umesh Yadav - Akshdeep Nath | - Karun Nair (K) - Mayank Agarwal - Stuart Binny - Pavan Deshpande - C. M. Gautam (wk) - Shreyas Gopal - Krishnappa Gowtham - Abhimanyu Mithun - Ronit More - T Pradeep - Prasidh Krishna - Abhishek Reddy - Ravikumar Samarth - B. R. Sharath (wk) - Jagadeesha Suchith |

## Resultate

### Gruppenphase
Tabelle
Die Tabelle der Saison nahm am Ende die nachfolgende Gestalt an.
| Teams     | Sp. | S | N | U | R | NR | Punkte | NRR    |
| --------- | --- | - | - | - | - | -- | ------ | ------ |
| Karnataka | 2   | 2 | 0 | 0 | 0 | 0  | 8      | +0.710 |
| India B   | 2   | 1 | 1 | 0 | 0 | 0  | 4      | +1.049 |
| India A   | 2   | 0 | 2 | 0 | 0 | 0  | 0      | −1.927 |

Spiele
| 4. März Scorecard | Dharamsala | India A 178 (41.2)                         | – | India B 175-2 (26.2) |
|                   |            | India B gewinnt mit 8 Wickets (D/L method) |   |                      |

| 5. März Scorecard | Dharamsala | Karnataka 296-8 (50)         | – | India B 290-9 (50) |
|                   |            | Karnataka gewinnt mit 6 Runs |   |                    |

| 6. März Scorecard | Dharamsala | Karnataka 339-4 (50)          | – | India A 274 (39.5) |
|                   |            | Karnataka gewinnt mit 65 Runs |   |                    |

### Finale
| 8. März Scorecard | Dharamsala | Karnataka 279-8 (50)          | – | India B 281-4 (48.2) |
|                   |            | India B gewinnt mit 6 Wickets |   |                      |